# Langue des signes québécoise
Die Langue des signes québécoise (LSQ, Quebec-Gebärdensprache) ist die vorherrschende Gebärdensprache der Gehörlosengemeinschaft im französischsprachigen Kanada, hauptsächlich in Quebec. Obwohl sie Quebec-Gebärdensprache heißt, ist LSQ in Gemeinschaften in Ontario und New Brunswick sowie in bestimmten anderen Regionen in Kanada zu finden. Sie wird den Französischen Gebärdensprachen zugerechnet, da sie aus einer Vermischung der American Sign Language (ASL) and Langue des signes française (LSF)entstanden ist. Da LSQ in der Nähe und innerhalb französischsprachiger Gemeinschaften zu finden ist, gibt es viele Entlehnungen von Wörtern und Ausdrücken aus dem Französischen, aber es ist noch weit davon entfernt, eine Kreolsprache zu bilden. Neben LSQ gibt es jedoch auch signed French (Gebärdenfranzösisch) und Pidgin-LSQ-Französisch, die beide in unterschiedlichem Maße LSQ und Französisch vermischen.
LSQ wurde um 1850 von bestimmten Religionsgemeinschaften entwickelt, um Kindern und Jugendlichen in Quebec in einer Situation des Sprachkontakt zu helfen, diese Sprache zu unterrichten. Seitdem, nach einer Phase des erzwungenen Oralismus, hat sich LSQ zu einer starken Sprache unter den Gehörlosengemeinschaften in Quebec und ganz Kanada entwickelt. Aufgrund der Glossierung von LSQ im Französischen und eines Mangels an Lehrplänen für hörende Grund- und weiterführende Schulen bestehen jedoch immer noch große Missverständnisse in den hörenden Gemeinschaften über die Natur von LSQ und Gebärdensprachen als Ganzes, was sich negativ auf die Politikgestaltung im größeren Maßstab auswirkt.

## Geschichte
Mitte des 19. Jahrhunderts kombinierten katholische Priester die bestehenden LSF- und ASL-Sprachen, um die Ausbildung gehörloser Kinder und Jugendlicher zu fördern. Einige Jahrzehnte später wurde unter dem Einfluss des westlichen Denkens die orale Sprache zur vorherrschenden Unterrichtsform in Quebec und dem Rest Nordamerikas. Dort waren die Schüler einer Umgebung ausgesetzt, in der die Verwendung der LSQ-Sprache nicht gefördert und oft sogar ganz verboten wurde. Stattdessen wurde die Verwendung des Restgehörs der Schüler gefördert, sofern noch eins vorhanden war. Ein solcher Ansatz hatte unterschiedliche Auswirkungen. So führte der Audismus zu niedrigeren Alphabetisierungsraten sowie zu niedrigeren Spracherwerbsraten bei Kindern, die in jungen Jahren in Internate geschickt wurden.
Um die 1960er Jahre wurden als Reaktion auf die gescheiterte audistische Ausbildung in Montreal mehrere Schulen für Gehörlose gegründet: das Montreal Institute for the Deaf and Mute, die Institution des Sourdes-Muettes und das Institut des Sourds de Charlesbourg, die alle nicht mehr existieren. Die MacKay School for the Deaf existiert jedoch seit 1869 und versorgt die anglophone und ASL-sprechende Gemeinschaft in Montreal. Seit den 1960er Jahren gibt es in Quebec eine wachsende Zahl von LSQ-Sprechern, die sich über ganz Kanada ausbreiten. Aufgrund der engen Verwandtschaft zwischen Französisch und LSQ neigen gehörlose Mitglieder frankophoner Gemeinschaften dazu, LSQ zu lernen, obwohl ASL in diesen Gemeinschaften tendenziell die Mehrheitssprache ist. Im Jahr 2007 verabschiedete Ontario ein Gesetz, das es zur einzigen Region in Kanada machte, die LSQ in irgendeiner Form anerkannte, mit der Feststellung: „Die Regierung von Ontario soll sicherstellen, dass ASL, LSQ und Plains Indian Sign Language vor Gericht, im Bildungswesen und in der gesetzgebenden Versammlung verwendet werden können“. Im Jahr 2019 verabschiedete Kanada ein Bundesgesetz, das ASL, LSQ und indigene Gebärdensprachen als primäre Sprachen für die Kommunikation gehörloser Menschen in Kanada anerkannte. Dieses neue Gesetz legte die Anforderung fest, dass alle Bundesinformationen und -dienste in diesen Sprachen verfügbar sein müssen.
Es gab Forderungen, Quebecs Charter of the French Language dahingehend zu ändern, dass sie Bestimmungen für die LSQ enthält. Alle Gesetzesentwürfe wurden jedoch aus dem einen oder anderen Grund abgelehnt, sodass der Status der LSQ für Quebec und den Rest von Kanada ungewiss ist.

## Offizieller Status
LSQ wird in Ontario nur in den Bereichen Bildung, Gesetzgebung und Rechtsprechung als Amtssprache anerkannt, nachdem in der gesetzgebenden Versammlung von Ontario das Gesetz 213 verabschiedet wurde. Im übrigen Kanada gibt es keinen Schutz oder keine Aufsicht für die Sprache, da weder die Bundes-, Provinz- noch die Territorialregierungen LSQ als Sprache außerhalb von Ontario anerkennen.
In Quebec wurden 2002 nach der Verabschiedung des Gesetzentwurfs 104 die der Commission of the Estates-General vorgelegten Empfehlungen abgelehnt. 2013 legte die Québec Cultural Society for the Deaf während der Diskussionen zur Aktualisierung des Gesetzentwurfs 14, der letztlich die Charta der französischen Sprache ändern würde, zusätzliche Empfehlungen vor. Es wurden drei Empfehlungen zur Änderung der Charta vorgeschlagen, sodass LSQ auf dieselbe Weise anerkannt wird wie die Sprache und Kultur der nordamerikanischen Ureinwohner und der Inuit von Quebec. Die erste war die Feststellung, dass LSQ die Hauptkommunikationssprache für gehörlose Quebecois ist, die zweite, dass gehörlose Jugendliche in allen Bildungsbereichen zweisprachig (Französisch/LSQ) unterrichtet werden sollten und die dritte, dass Französisch für alle Gehörlosen in der Provinz zugänglich gemacht werden sollte. Der Gesetzentwurf 14 wurde von der National Assembly of Quebec nie zur Abstimmung gebracht, da die Minderheitspartei nicht genügend Unterstützung von anderen Parteien erhalten konnte.

## Bevölkerung
Die Bevölkerungszahl einer Gebärdensprache sprechenden Gemeinschaft lässt sich aufgrund verschiedener Faktoren nur schwer ermitteln, insbesondere aufgrund ungenauer Volkszählungsdaten und fehlender Verbindung zu den Gemeinschaften selbst. Dasselbe gilt für LSQ-Sprecher in Kanada, wo die Volkszählungsdaten von StatsCan grundlegende Informationen erfassen, die das Verständnis der Situation erschweren, da die Zahlen die Sprachbevölkerung nicht genau wiedergeben. StatsCan meldet für 2011 nur 455 LSQ-Sprecher, es wird jedoch geschätzt, dass 2,6 % (oder 5.030 Personen) der Bevölkerung Quebecs schwerhörig sind.

## Geografische Verteilung
LSQ wird hauptsächlich in Quebec verwendet. Außerhalb der Stadt gibt es die größten LSQ-Benutzergemeinden in Sudbury, Ottawa und Toronto sowie kleinere bedeutende Gemeinden in Teilen von New Brunswick. Darüber hinaus findet man LSQ in französischsprachigen Gemeinden im ganzen Land, aber es wurden keine konkreten Zahlen erhoben.
In Montreal wird LSQ in bestimmten Gegenden, in denen es koexistiert, durch ASL verdrängt. Generell findet man ASL in englischsprachigen Gemeinden, es ist jedoch nicht ungewöhnlich, Menschen zu treffen, die ASL und LSQ zweisprachig sprechen, ähnlich wie man eine zweisprachige englisch-französische Person trifft. Während ASL in Montreal wächst, ist LSQ in der Stadt immer noch eine starke Sprache, die von Sprechern aus der ganzen Provinz unterstützt wird.